# Bumacris venosa
Bumacris venosa är en insektsart som beskrevs av Willemse, F.M.H. 1975. Bumacris venosa ingår i släktet Bumacris och familjen gräshoppor. Inga underarter finns listade i Catalogue of Life.